# Холмы (Шумячский район)
Холмы́ — деревня в Смоленской области России, в Шумячском районе. По состоянию на 2007 год постоянного населения не имеет. Расположена в юго-западной части области в 40 км к западу от Шумячей, в междуречье рек Сож и Остёр, у границы с Белоруссией.
Входит в состав Надейковичского сельского поселения.

## История
Основано в IX веке. Селище на территории деревни имеет культурные слои различных времён начиная с IX века.

## Достопримечательности
Памятники археологии:
- Селище на территории деревни.
- 16 шаровидных курганов в 250 м к северу от деревни на левом берегу Сожа, высотой до 1,5 м.
- 8 шаровидных курганов в 2 км к северу от деревни на левом берегу Сожа, высотой до 1,1 м.